# Чековце
Чековце (слч. Čekovce) насељено је мјесто са административним статусом сеоске општине (слч. obec) у округу Крупина, у Банскобистричком крају, Словачка Република.

## Становништво
| Година:    | 1994. | 2004.    | 2014.   | 2024.   |
| ---------- | ----- | -------- | ------- | ------- |
| Број људи: | 515   | 420      | 455     | 447     |
| Разлика:   |       | -18,44 % | +8,33 % | -1,75 % |

| Година:    | 2023. | 2024.   |
| ---------- | ----- | ------- |
| Број људи: | 435   | 447     |
| Разлика:   |       | +2,75 % |

Према подацима о броју становника из 2024. године насеље је имало 447 становника.